# Ectoedemia variicapitella
Ectoedemia variicapitella là một loài bướm đêm thuộc họ Nepticulidae. Nó là loài đặc hữu của quần đảo Canaria.
Ấu trùng ăn Hypericum canariense. Chúng ăn lá nơi chúng làm tổ. 